# Kit Sundqvist
Kit Jan Axel Sundqvist, ursprungligen Jan Axel Sundqvist, född 21 juni 1948 i Sankt Matteus församling, Stockholm, är en svensk låtskrivare, musikproducent och musiker.
Kit Sundqvist var klaviaturspelare, gitarrist och sångare i bandet The Shanes på 1960-talet. Senare har han varit verksam som låtskrivare och producent åt ett flertal svenska artister och grupper som Lasse Berghagen, Lill-Babs, Ann-Christine Bärnsten, Lennart Grahn, Monica Törnell samt Skogsfiol och Flöjt.
Sundqvist har även arbetat som ljudtekniker på Videobolaget med olika dubbningar såsom Djurgården och Bo-ko samt Silver Fang.